# Hickeliinae
Hickeliinae, je podtribus jednosupnica iz porodica trava (Poaceae), dio tribusa Bambuseae. Postoji devet rodova.

## Rodovi
1. Hickelia A. Camus (4 spp.)
2. Nastus Juss. (12 spp.)
3. Decaryochloa A. Camus (1 sp.)
4. Sirochloa S. Dransf. (1 sp.)
5. Cathariostachys S. Dransf. (2 spp.)
6. Hitchcockella A. Camus (1 sp.)
7. Perrierbambus A. Camus (2 spp.)
8. Valiha S. Dransf. (2 spp.)
9. Sokinochloa S. Dransf. (7 spp.)